# Hujice
Hujice (Hujke; Ammodytidae) porodica riba iz reda grgečki (Perciformes) koja obuhvaća sedam rodova sa zasada 28 priznatih vrsta, od kojih sve žive u morskoj vodi. Prva opisana vrsta među njima je Ammodytes tobianus Linnaeus, 1758.
Imaju dugo tanko tijelo a zadržavaju se malo iznad pješčanog dna u koji se zakopavaju zbog zaštite. Mogu se nači u sva tri velika oceana, uključujući i arktičko područje. 
Leđna peraja je duga, nemaju plivajćeg mjehura ni zubiju, a maksimalno mogu narasti do 30 centimetara.

## Rodovi i vrste
- Ammodytes americanus DeKay, 1842
- Ammodytes dubius Reinhardt, 1837
- Ammodytes hexapterus Pallas, 1814; Pacifik
- Ammodytes marinus Raitt, 1934
- Ammodytes personatus Girard, 1856 	Pacifik
- Ammodytes tobianus Linnaeus, 1758
- Ammodytoides gilli (Bean, 1895)
- Ammodytoides idai Randall & Earle, 2008
- Ammodytoides kanazawai Shibukawa & Ida, 2013
- Ammodytoides kimurai Ida & Randall, 1993
- Ammodytoides leptus Collette & Randall, 2000; kod otoka Pitcairn
- Ammodytoides praematura Randall & Earle, 2008
- Ammodytoides pylei Randall, Ida & Earle, 1994
- Ammodytoides renniei (Smith, 1957)
- Ammodytoides vagus (McCulloch & Waite, 1916)
- Ammodytoides xanthops 	Randall & Heemstra, 2008
- Bleekeria kallolepis Günther, 1862
- Bleekeria mitsukurii Jordan & Evermann, 1902
- Bleekeria murtii Joshi, Zacharia & Kanthan, 2012
- Bleekeria viridianguilla 	(Fowler, 1931)
- Gymnammodytes capensis (Barnard, 1927)
- Gymnammodytes cicerelus (Rafinesque, 1810); Mediteran
- Gymnammodytes semisquamatus (Jourdain, 1879)
- Hyperoplus immaculatus (Corbin, 1950)
- Hyperoplus lanceolatus (Le Sauvage, 1824)
- Lepidammodytes macrophthalmus Ida, Sirimontaporn & Monkolprasit, 1994
- Protammodytes brachistos Ida, Sirimontaporn & Monkolprasit, 1994
- Protammodytes sarisa (Robins & Böhlke, 1970)